# Валерія
Валерія — жіноче ім'я, походить від тієї ж основи, що й ім'я Валерій, від лат. valeo — «бути сильною, міцною, здоровою».

## Святі
- Свята цариця Валерія - римська імператриця-християнка, страчена 315 року.
- Свята мучениця Валерія Кесарійська

## Іменини
2 грудня